# La Gossa Sorda
Vous pouvez aider à l'améliorer ou bien discuter des problèmes sur sa page de discussion.
- Il ne cite pas suffisamment ses sources. Vous pouvez indiquer les passages à sourcer avec {{référence nécessaire}} ou {{Référence souhaitée}}, et inclure les références utiles en les liant aux notes de bas de page. (Marqué depuis avril 2024)
- Certaines informations devraient être mieux reliées aux sources mentionnées dans la bibliographie ou les liens externes. Améliorez sa vérifiabilité en les associant par des références. (Marqué depuis avril 2024)
- Il ne s’appuie pas, ou pas assez, sur des sources secondaires ou tertiaires. (Marqué depuis avril 2024)

- Archive Wikiwix
- Bing
- Cairn
- DuckDuckGo
- E. Universalis
- Gallica
- Google
- G. Books
- G. News
- G. Scholar
- Persée
- Qwant
- (zh) Baidu
- (ru) Yandex
- (wd) trouver des œuvres sur Wikidata

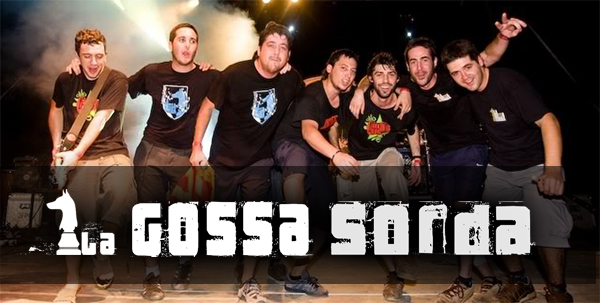
Image représentant le groupe musical La Gossa Sorda

La Gossa Sorda (en catalan ; « La Chienne Sourde ») est une formation musicale valencienne originaire de Pego. Ce groupe allie les styles musicaux rock, punk, reggae, et ska. Les paroles sont très directes et attaquent les bases du système, l'injustice de l'ordre social mondial actuel et défend fermement sa spécificité valencienne contre l'État espagnol.

## Discographie
- La gossa està que bossa - 2000
- Vigila - 2003
- Garrotades - 2006
- Saó - 2008
- L'Últim Heretge - 2010
- La Polseguera - 2014
- L'Última volta (CD + DVD) - 2016